# Euphorbia hexagonoides
Euphorbia hexagonoides är en törelväxtart som beskrevs av Sereno Watson. Euphorbia hexagonoides ingår i släktet törlar, och familjen törelväxter. Inga underarter finns listade i Catalogue of Life.